# Trigonarthron antongilianum
Trigonarthron antongilianum är en skalbaggsart som beskrevs av Jean François Villiers 1984. Trigonarthron antongilianum ingår i släktet Trigonarthron och familjen långhorningar.
Artens utbredningsområde är Madagaskar. Inga underarter finns listade i Catalogue of Life.